# Universität Grenoble
Die Universität Grenoble (französisch Université Grenoble Alpes, UGA) ist eine staatliche Universität in der französischen Alpenstadt Grenoble. Sie wurde 1339 gegründet, genießt heute den Status eines renommierten grand établissement und ist die drittgrößte Universität Frankreichs. Als Untereinheiten umfasst sie auch die Grenoble École de Management, eine der führenden europäischen Wirtschaftshochschulen, das Grenoble INP mit sieben grandes écoles, das Institut d’études politiques de Grenoble (Sciences Po Grenoble), die École nationale supérieure d’architecture de Grenoble (ENSAG) und mit dem Centre hospitalier universitaire Grenoble Alpes (CHUGA) das größte Klinikum im Département Isère.
Seit 2016 ist sie französische Exzellenzuniversität und Gründungsmitglied des Netzwerks führender französischer Forschungsuniversitäten „Udice“. Außerdem sind an der UGA der pôle de compétitivité mondial Minalogic für digitale Transformation und ein multidisziplinäres Kompetenzzentrum für Künstliche Intelligenz beheimatet. Besonders renommiert ist sie neben der Informationstechnologie auch für Physik, Mathematik, Textilkunde, Geowissenschaften, Fernerkundung und Nanotechnologie.
Die UGA ist für ihre Alpenlage zwischen den drei Bergmassiven Vercors, Chartreuse und Belledonne, und den Flüssen Isère und Drac bekannt. Sie betreibt im Großraum Grenoble den Hauptcampus domaine universitaire in Saint-Martin-d’Hères und Gières, den Campus GIANT auf der Wissenschaftshalbinsel, sowie einige Außenstellen in Valence und Vienne.
Nach den Regeln der französischen Zeichensetzung müsste die Universität eigentlich Université Grenoble-Alpes geschrieben werden, sie verzichtet aber offiziell auf den Bindestrich.

## Geschichte
Die genaue Datierung der ersten Universität in Grenoble fällt aufgrund spärlicher Dokumente schwer. Bereits vor Errichtung der Universität wurde in Grenoble, damals noch Gratianopolis, bürgerliches Recht gelehrt. Diese Tätigkeit reicht mindestens bis 1333 zurück, es existierte damals allerdings noch keine anerkannte Institution.
In einem Edikt des Dauphins Humbert II. vom 25. Juli 1339 berichtet dieser, er habe in Avignon bei Papst Benedikt XII. eine Bulle zur Errichtung einer Universität in Grenoble erwirkt, und setzt die Grundsätze und Privilegien seiner neuen Universität fest. Des Weiteren gewährt er darin den Studenten Ausnahme vom Militärdienst, Schutz, kostenlose Verpflegung und Unterkunft, was er durch einen Schwur auf die Bibel bekräftigt. Dieser überzeugte Einsatz für die Universität lässt sich mit Humberts II. eigener Jugenderfahrung am Hofe seines Großonkels Robert von Anjou, des Königs von Neapel, erklären. Dort kam er mit einer glanzvollen Hochkultur in die Berührung, die unter anderem Petrarcha, Boccaccio und Giotto in ihren Reihen zählte. Aufgrund dieser Prägung förderte er die Ausbildung einer eigenen geistigen Elite in der Dauphiné. Der kinderlose Humbert II. verkaufte das aber schließlich die Dauphiné 1349 an das Königreich Frankreich. Die Region wurde zur selben Zeit durch eine Pestepidemie und den Kreuzzug von Smyrna nahezu ruiniert, sodass die Universität vermutlich verschwand.
Erst ein Jahrhundert später wurde im 70 km entfernten Valence eine Universität am 26. Juli 1452 vom Dauphin und späteren König Ludwig XI. errichtet. An dieser Stelle war sie auf Handelswegen besser erreichbar gelegen. 1459 bestätigte Pius II. die Gründung mit einer päpstlichen Bulle. Für ein knappes Jahrhundert blieb Valence die einzige Universitätsstadt in der Region.

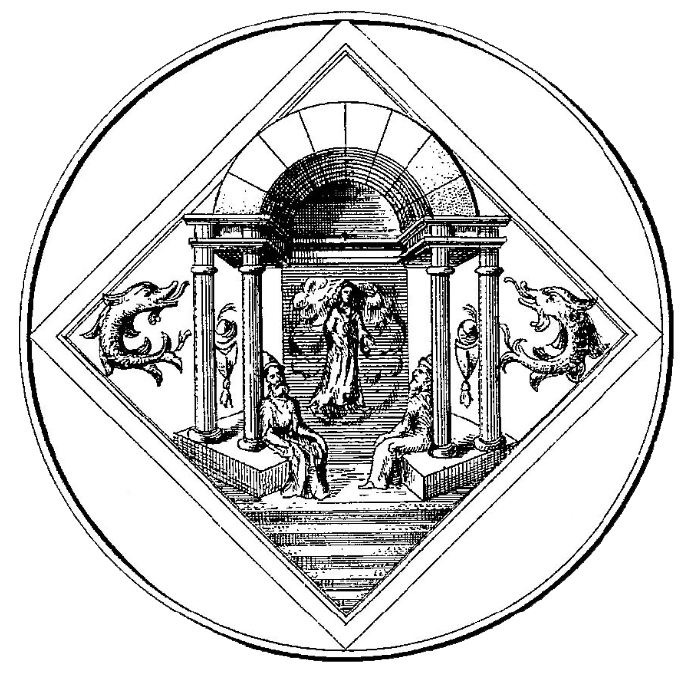
Universitätssiegel aus dem 16. Jahrhundert

Auf Betreiben der Rechtsgelehrten des weiterhin in Grenoble eingerichteten Lokalparlaments der Dauphiné wurde die Universität Grenoble am 16. August 1542 durch Gouverneur François I. de Bourbon-Saint-Pol wiedereröffnet. Die beiden Institutionen in Grenoble und Valence standen somit in direkter Konkurrenz um die Studenten der Umgebung, weswegen Karl IX. im April 1565 den Anschluss an die Universität von Valence anordnete. Letztere wurde wie alle Universitäten infolge der Französischen Revolution als reaktionär und klerikal gebrandmarkt und geschlossen.

Vereinfachung des aktuellen Universitätssiegels von 1896

Auf Erlass von Kaiser Napoleon I. entstand am 1. November 1805 in Grenoble eine Rechtshochschule. Ein Jahr später kam eine Medizinische Hochschule hinzu. Die Neukonzeption der französischen Hochschulbildung mit der landesweiten Université de France – auch Université impériale genannt – durch Napoleon im Jahr 1808 ordnete Grenoble eine Literarische und eine Wissenschaftliche Fakultät zu. An ersterer unterrichteten die Brüder Jean-François und Jacques-Joseph Champollion. Weil Napoleon nach nur einem Jahr im Exil auf Elba nach Frankreich zurückkehrte um die Herrschaft der Hundert Tage an sich zu reißen und dabei 1815 in Grenoble triumphal Einzug hielt und anhaltend große Beliebtheit erfuhr, empfand der folgende König Ludwig XVIII. eine Abneigung gegen die Stadt und ließ die Universität 1821 erneut schließen. Nur sechs Tage nach seinem Tod machte dessen Thronfolger Karl X. die Auflösung am 22. September 1824 rückgängig.
Durch die erste französische Stromtrasse zwischen Grenoble und Jarrie und der Elektrizitätsgewinnung aus Wasserkraft (houille blanche = weiße Kohle) entwickelte sich eine sehr dynamische technische und industrielle Forschung in Grenoble. 1901 wurden das Institut électrotechnique, der Vorläufer des heutigen Institut polytechnique de Grenoble, und die École de papeterie gegründet. 1925 folgte die École nationale supérieure d’architecture de Grenoble (ENSAG).
Während des Zweiten Weltkriegs flüchteten sich zahlreiche französischen Wissenschaftler nach Grenoble, das zur Freien Zone gehörte. Die Grenobler Bevölkerung unterstützte während der späteren deutschen Besatzung ab 1942 sehr stark die Résistance, weswegen französische Kollaborateure Ende November 1943 mehrere Morde in der Stadt und der Universität verübten. Diese Mordserie wird als Grenobler Sankt-Bartholomäus bezeichnet – in Anlehnung an das Massaker an den Hugenotten.
Nach den Weltkriegen erfuhr die Universität Grenoble weitere Vertiefung vor allem in den Ingenieurwissenschaften. Enge Verbindungen mit der Industrie und den französischen Forschungsgesellschaften CEA und CNRS führten 1955 zur Entstehung eines Nuklearforschungszentrum auf der heutigen Wissenschaftshalbinsel (presqu'île scientifique). Zusätzlich wurde wegen steigender Studentenzahlen die domaine universitaire als neuer Hauptcampus festgelegt.
Als Folge der Studentenunruhen von 1968 wurden in Frankreich mit dem Loi Faure die Universitäten in ihre Fachrichtungen aufgespalten. In Grenoble entstanden daraufhin die Universität Joseph Fourier Grenoble-I für Naturwissenschaften, Technik und Medizin, sowie die Universität Pierre Mendès-France Grenoble-II für Rechts-, Wirtschafts- und Sozialwissenschaften, und schließlich die Universität Stendhal Grenoble-III für Fremdsprachen, alte und neue Literatur, Sprachwissenschaften, Journalismus und Pädagogik. Tatsächlich entsprach jede dieser neuen Universitäten wie in ganz Frankreich nur wenigen Fakultäten, sodass es sich dabei quasi um Fach-Universitäten handelte. Auch das Grenoble INP wurde vollkommen unabhängig.
1984 entstand die Grenoble École de Management auf Initiative der örtlichen Handelskammer.
Die aufgespaltenen Universitäten und Hochschulen wurden nach einem Jahrzehnt der Wiederannäherung in diversen Verwaltungskonstellationen am 12. November 2023 wieder zu ihrer aktuellen Form als einheitliche Université Grenoble Alpes zusammengeführt. Sie ist durch Parlamentsbeschluss als grand établissement verfasst.

## Einrichtungen
Die Universität Grenoble besitzt infolge der verschiedenen Bildungsgesetze wie alle französischen Universitäten eine recht unübersichtliche Struktur. Außerdem agieren die eingegliederten Hochschulen noch in verschiedenem Maße administrativ und rechtlich eigenständig. Somit verfügt eine Universität in Frankreich meist über verschiedene Schulen, Fakultäten, Einheiten für Ausbildung und Forschung (UFR), Universitäre Technologieinstitute (IUT), Abteilungen, Forschungszentren und Labore.

### Akademische Untereinheiten
Sie ist in sechs akademische Untereinheiten (composantes académiques) eingeteilt, die jeweils über Selbstverwaltung und eigene Finanzierung verfügen:

#### Grenoble INP – Institut d’ingénierie et de management
- École nationale supérieure de l'énergie, l'eau et l'environnement (Grenoble INP – Ense3)
- École nationale supérieure d'informatique et de mathématiques appliquées (Grenoble INP – Ensimag)
- École nationale supérieure en systèmes avancés et réseaux (Grenoble INP – Esisar)
- École nationale supérieure de génie industriel (Grenoble INP – Génie industriel)
- École internationale du papier, de la communication imprimée et des biomatériaux (Grenoble INP – Pagora)
- École nationale supérieure de physique, électronique, matériaux (Grenoble INP – Phelma)
- École polytechnique universitaire de l'Institut Polytechnique de Grenoble (Grenoble INP – Polytech)
- Institut d'administration des entreprises de Grenoble (Grenoble IAE)

#### École nationale supérieure d’architecture de Grenoble (ENSAG)
Ist nicht in weiter Verwaltungsbereiche aufgeteilt.

#### Institut d’études politiques de Grenoble
Ist nicht in weiter Verwaltungsbereiche aufgeteilt.

#### Faculté des sciences
- UFR de chimie et de biologie
- UFR informatique, mathématiques, mathématiques appliquées de Grenoble (IM2AG)
- UFR physique, ingénierie, terre, environnement, mécanique (PhITEM)
- Observatoire des sciences de l’univers de Grenoble (OSUG)
- Département de la licence sciences et technologies

#### École universitaire de technologie
- Institut universitaire de technologie 1
- Institut universitaire de technologie 2
- Institut universitaire de technologie de Valence

#### Faculté humanités, santé, sport, sociétés (H3S)
- UFR arts et sciences humaines
- UFR sociétés, cultures et langues étrangères
- UFR langage, lettres, arts du spectacle, information et communication
- UFR sciences de l’Homme et de la société
- UFR sciences et techniques des activités physiques et sportives
- Faculté de médecine
- Faculté de pharmacie

### Elementare Untereinheiten
Weiterhin gibt es drei elementare Untereinheiten (composantes élémentaires):
- Institut d’urbanisme et de géographie alpine
- Faculté de droit
- Faculté d’économie de Grenoble

### Quereinrichtungen
Schließlich existieren noch fünf Quereinrichtungen (composantes transversales):
- Département sciences Drôme Ardèche
- Centre universitaire d'études françaises (CUEF)
- Institut national supérieur du professorat et de l’éducation (INSPE)
- Service des langues (SDL)
- Collège doctoral

## Forschungs- und Industrieumfeld
Die Forschungslandschaft in Frankreich ist üblicherweise durch verschiedenste Institutionen stark zersplittert. Daher sind zahlreiche unabhängige Institute, die sich großteils auch auf dem Universitätscampus befinden, mit der Universität Grenoble assoziiert:
- Minatec (Zentrum für Mikro- und Nanotechnologie)
- Commissariat à l’énergie atomique et aux énergies alternatives (CEA)
  - CEA-Leti (Carnot-Institut für Mikro- und Nanoelektronik)
  - CEA-Liten (innovative Energietechnologien)
- Institut national de recherche en informatique et en automatique (INRIA)
- Clinatec (Biomedizinisches Forschungszentrum am Universitätsklinikum)
- Institut Néel (Zentrum für Festkörper- und Quantenphysik)
- Laboratoire national des champs magnétiques intenses (LNCMI)
- Laboratoire d’électronique et de technologie de l’information
- Laboratoire interdisciplinaire de physique (LiPhy)
- Centre spatial universitaire de Grenoble (CSUG)
- Observatoire des sciences de l'Univers de Grenoble (OSUG)
- Centre national de la recherche scientifique (CNRS)
- Laboratoire de physique subatomique et de cosmologie de Grenoble (LPSC)
- Centre de recherches sur les macromolécules végétales (Cermav)
- Laboratoire d’informatique de Grenoble (LIG)
- Nanoelec
- GreEn-ER
- Institut de biologie structurale (IBS)
- European Synchrotron Radiation Facility (ESRF)
- Europäisches Laboratorium für Molekularbiologie Grenoble (EMBL)
- Institut Laue-Langevin (ILL)

## Campus

### Domaine universitaire
Der Hauptcampus wurde als erster in Frankreich vor den Toren der Stadt gegründet. Das weitläufige Gelände umfasst 186 Hektar und gehört zu den Gemeinden Saint-Martin-d’Hères und Gières. Seit der Grundsteinlegung am 2. Dezember 1961 hat sich der Großteil aller Universitätseinrichtungen und Studentenwohnheime hier angesiedelt. Besonders hervorzuheben sind der dichte Baumbestand und die Lage direkt neben der Isère, wodurch der Campus zu den schönsten Frankreichs gezählt wird. Er ist über zahlreiche Straßenbahn- (B/C/D) und Buslinien (C5/C8/23), sowie eine Zugstation (Grenoble-Université-Gières) sehr gut erreichbar.

### Presqu'île scientifique (GIANT)

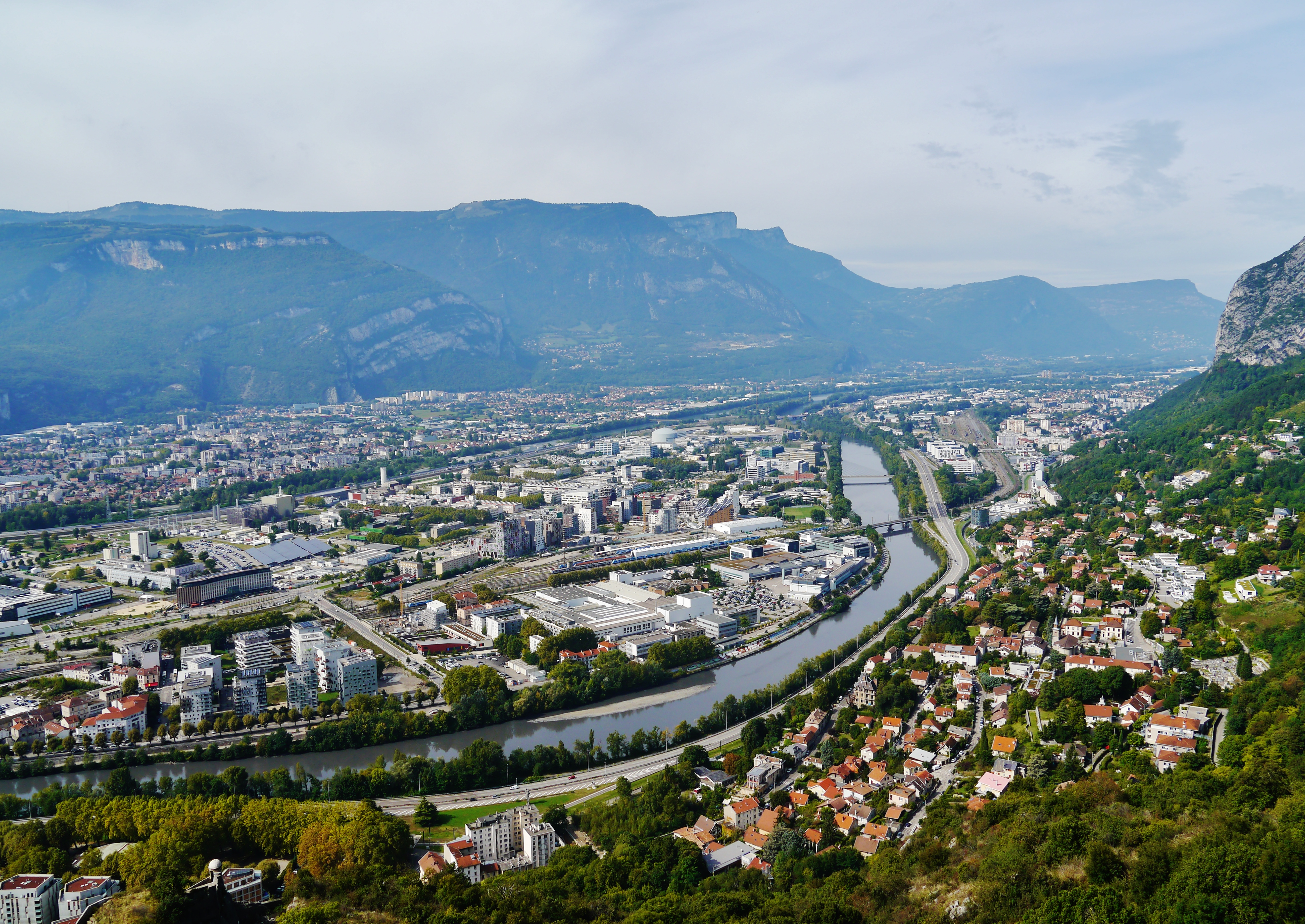
Blick auf die Presqu'île scientifique

Auf der Wissenschaftshalbinsel am Zusammenfluss von Isère und Drac hat sich eine Mischung von Universitätsinstituten, unabhängigen Forschungsinstituten und Forschungsunternehmen angesiedelt. Zusätzlich zum zweiten Universitätscampus, der auch GIANT (Grenoble Innovation for Advanced New Technologies) genannt wird, haben sich auch Neubauviertel etabliert.
Zusätzlich zu universitären Einrichtung (siehe oben) sind die Unternehmen BioMérieux, Schneider Electric, Siemens und STMicroelectronics auf der Halbinsel angesiedelt.
Von besonders großer Bedeutung sind die an der Spitze der Halbinsel beheimatete European Synchrotron Radiation Facility (ESRF) mit und das Institut Laue-Langevin.

### La Tronche
Das Universitätsklinikum Centre hospitalier universitaire Grenoble Alpes (CHUGA) befindet sich gemeinsam mit den Abteilungen für Medizin und Pharmazie im Stadtteil La Tronche zu Füßen der Chartreuse.

### Übriges Stadtgebiet
Über ganz Grenoble verstreut sind die beiden Instituts universitaires de technologie 1 und 2 (IUT). In Bahnhofsnähe befindet sich die Grenoble École de Management. Das Viertel Vigny-Musset beherbergt das Institut d'urbanisme et de georgraphie alpine und in Échirolles befindet sich das Institut de la communication et des médias. Schließlich ist die École nationale supérieure d’architecture de Grenoble im südlichen Stadtteil Villeneuve niedergelassen.

### Valence
Die UGA betreibt außerdem in Valence für 5.300 Studenten den größten Nebenstandort aller Universitäten auf dem französischen Festland. Das Angebot umfasst 53 Studiengänge an 14 Instituten.

### Vienne
In Vienne befindet sich ein Institut für Betriebswirtschaft des IUT2.

### Jardin du Lautaret
Der botanische Garten der Universität befindet sich ungefähr 70 km südöstlich von Grenoble mitten in den Alpen gelegen. Auf einer Höhe von 2.100 m am Gebirgspass Col du Lautaret – über den die Tour de France frührt – beherbergt er über 2.000 Arten von Gebirgspflanzen aus aller Welt. Das CNRS ist an einigen Experimentalgärten und einem pflanzenbiologischen Labor beteiligt. Der Jardin du Lautaret kann vom ersten Juniwochenende bis zum ersten Septemberwochenende von jedermann besichtigt werden.

### Les Houches
Die École de Physique des Houches ist eine von mehreren Forschungsorganisationen geleitete Einrichtung in der Nähe von Chamonix-Mont-Blanc. Seit 1951 fanden sich dort viele namhafte Physiker zu Sommerschulen und Arbeitstreffen ein.

## Persönlichkeiten

### Dozenten

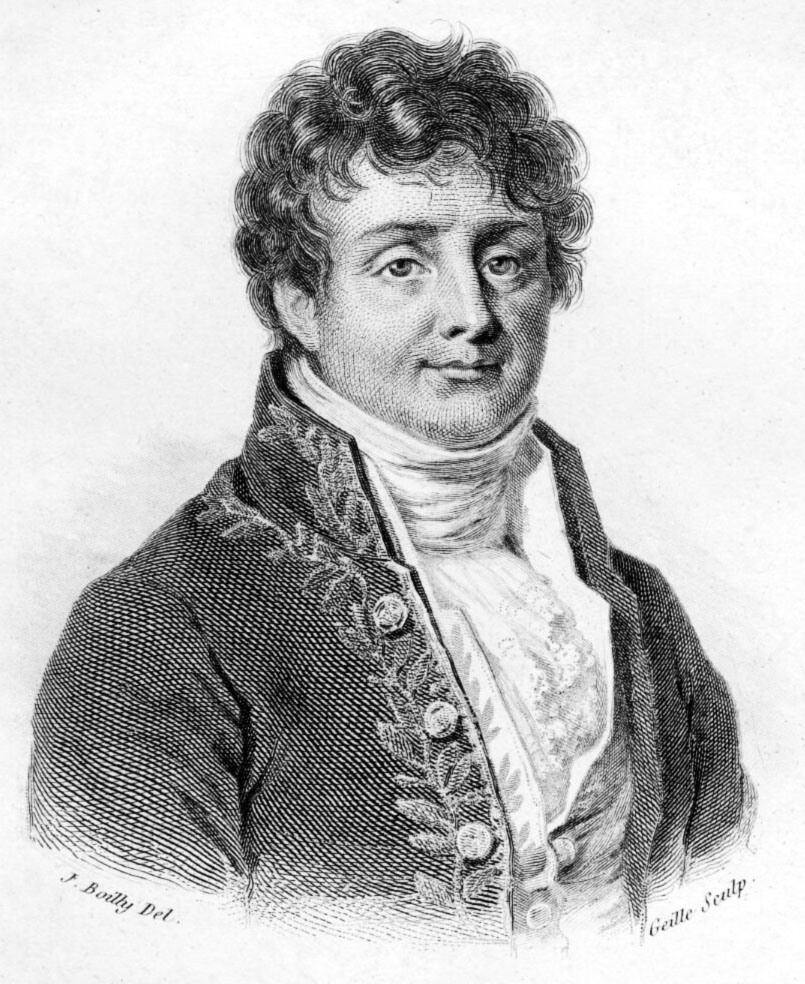
Joseph Fourier, Rektor, Mathematiker und Physiker
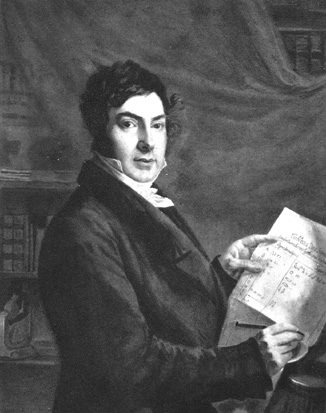
Jean-François Champollion, Professor für Geschichte, Sprachwissenschaftler
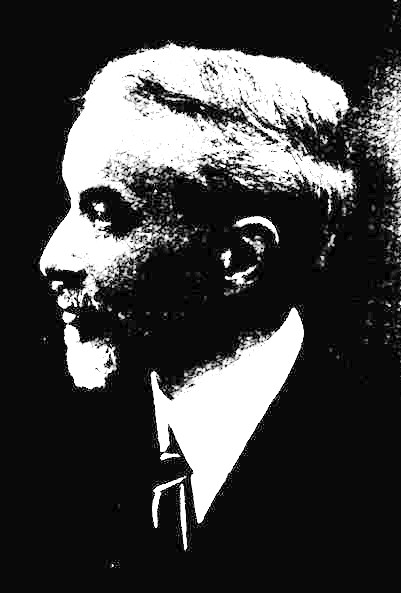
Charles Petit-Dutaillis, Professor für Geschichte
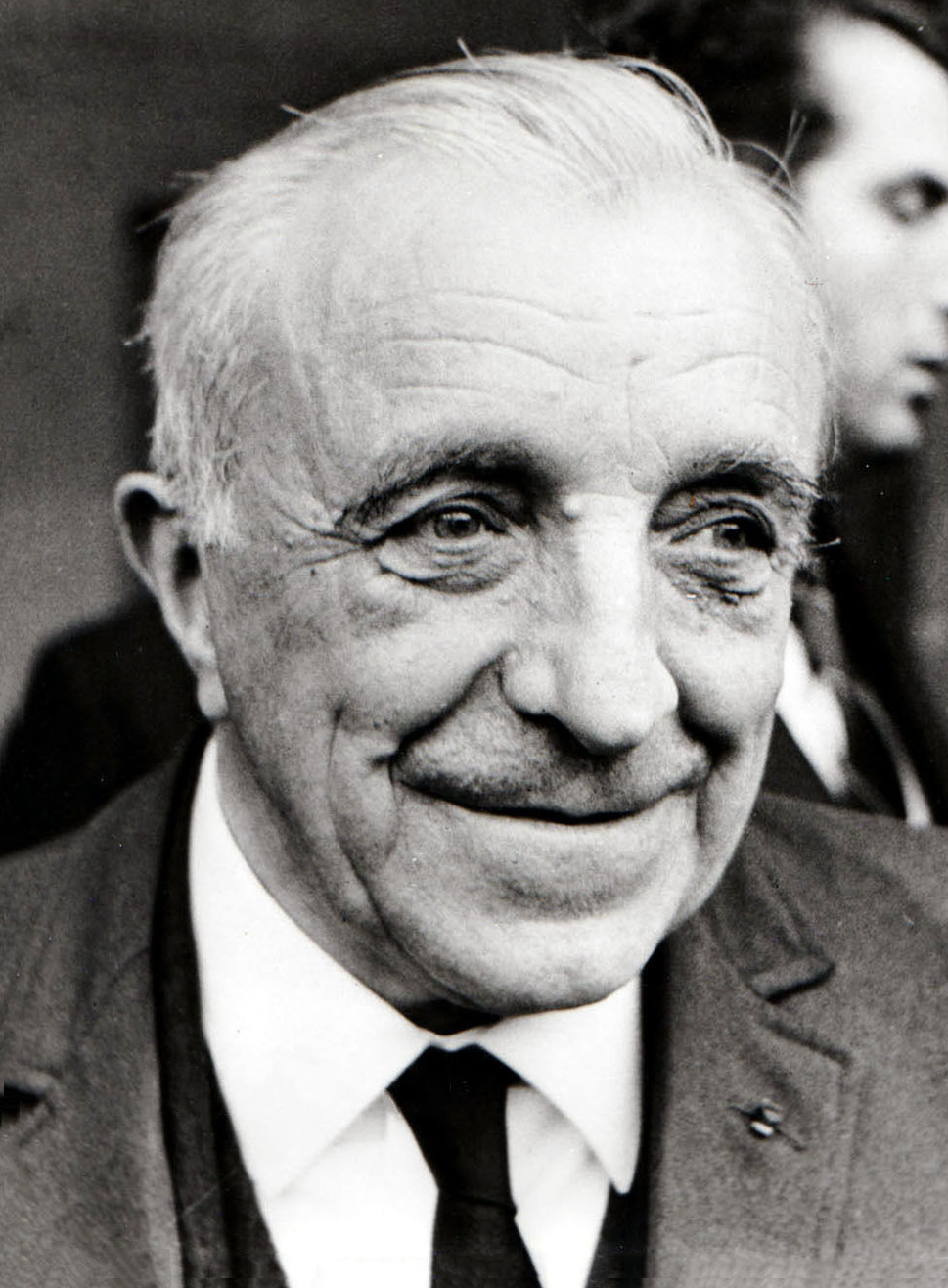
Louis Néel, Professor für Physik
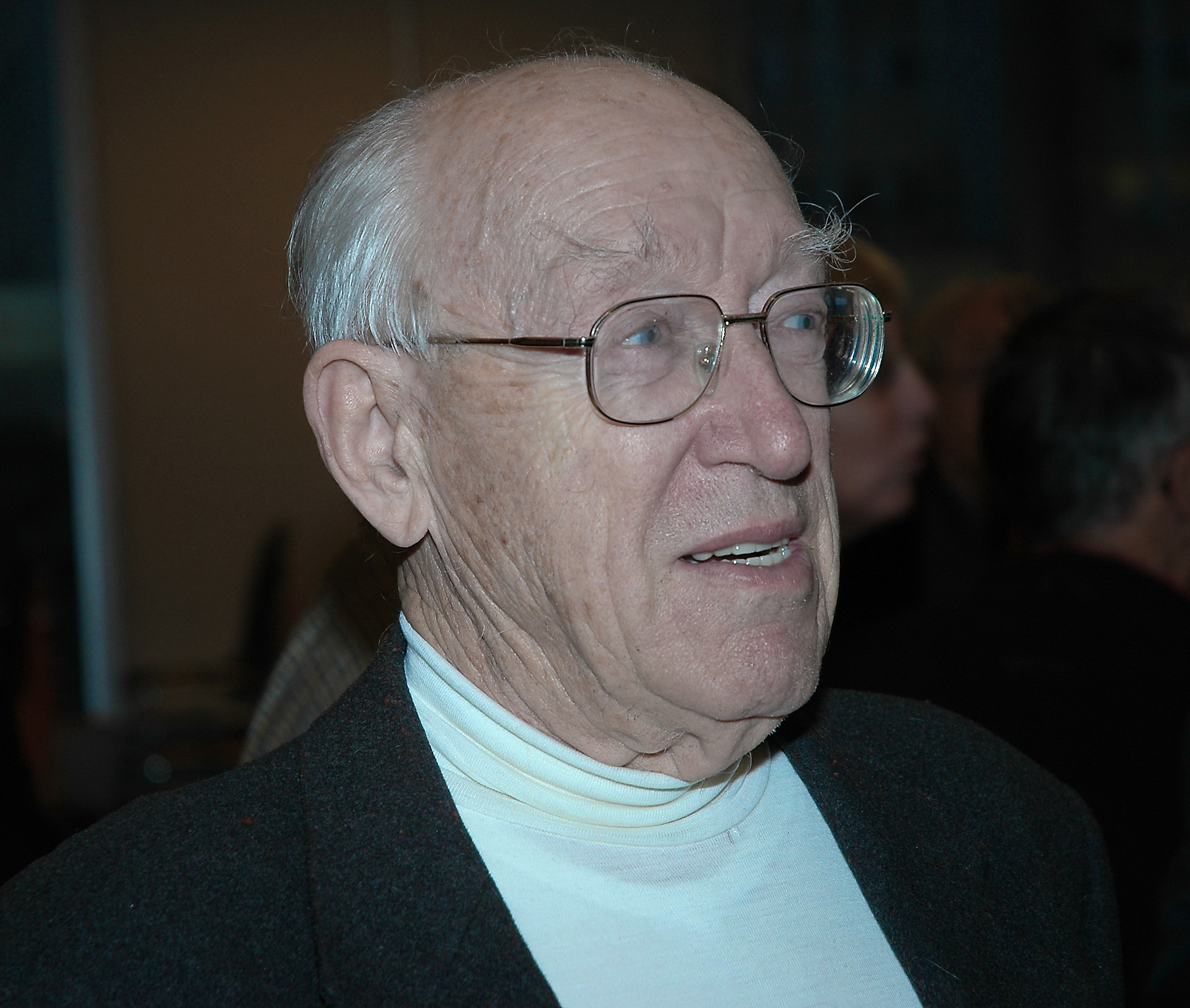
Michel Soutif, Präsident, Professor für Physik
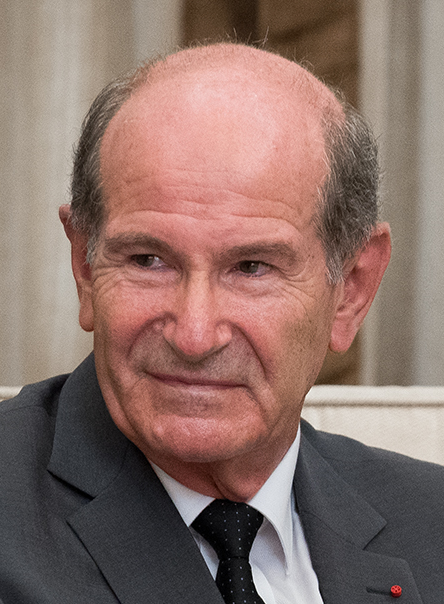
Alim Louis Benabid, Professor für Biophysik, Neurochirurg
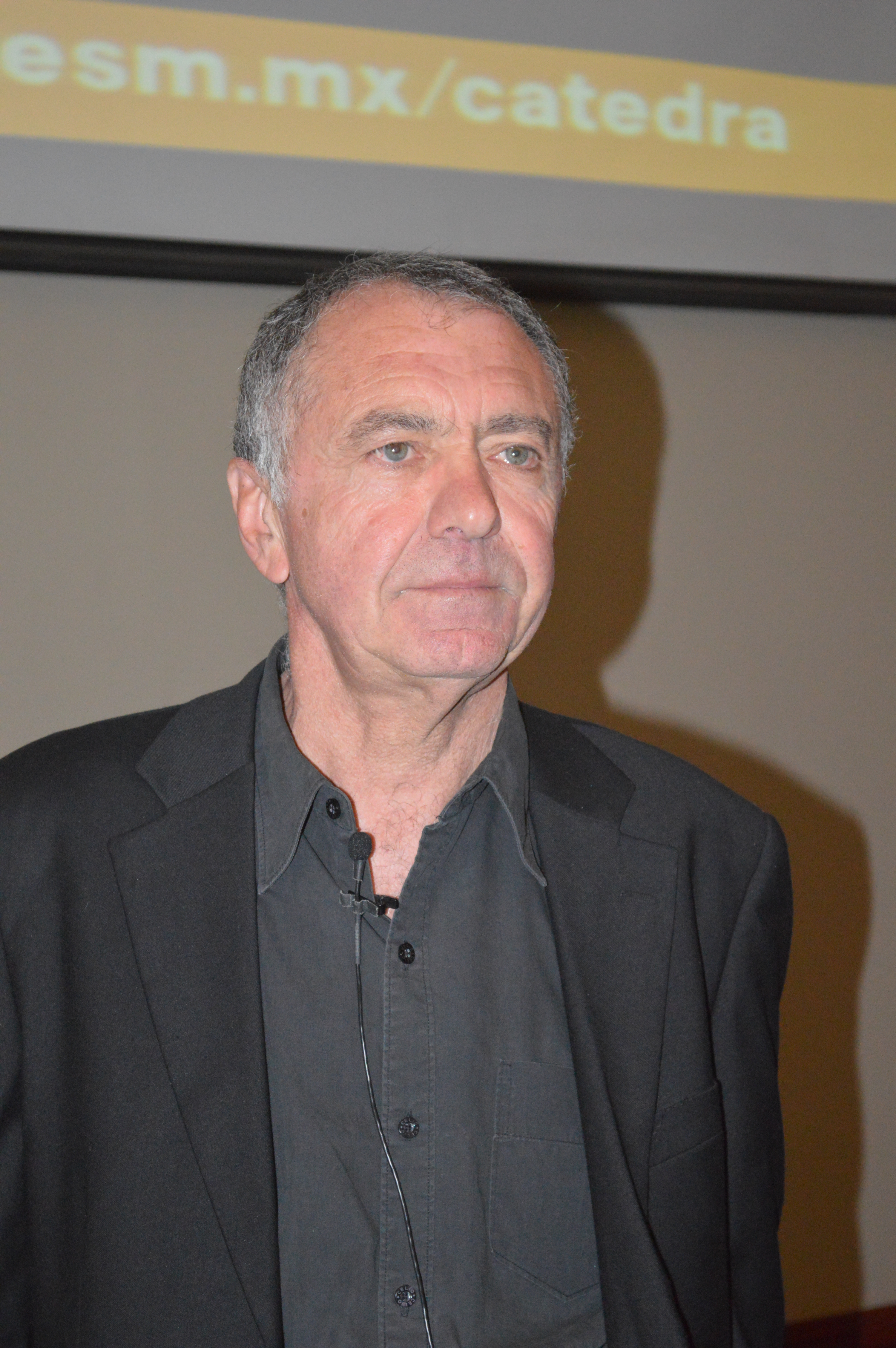
Gilles Lipovetsky, Professor für Philosophie
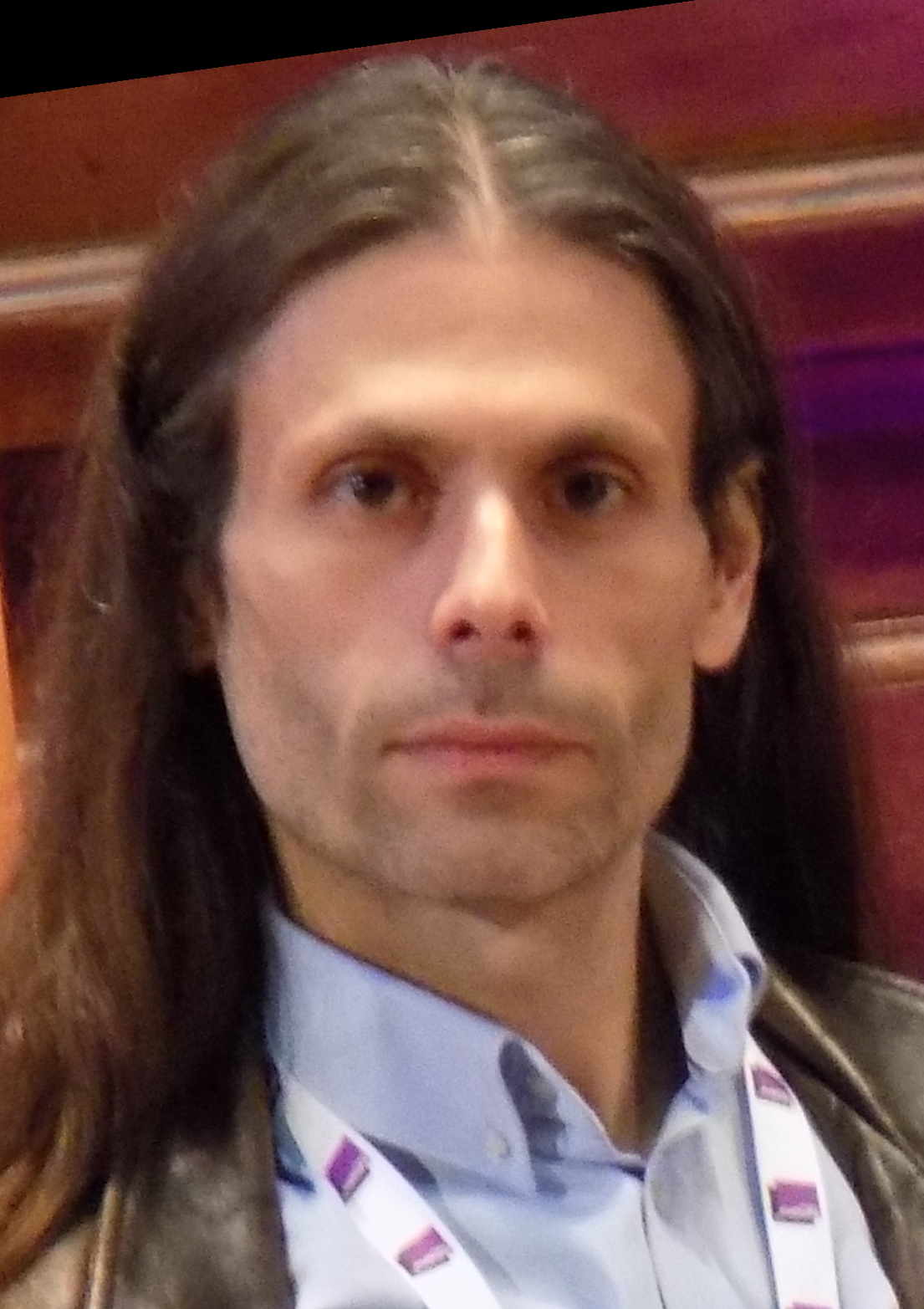
Aurélien Barrau, Astrophysiker

### Studenten
- Phillips Holmes, US-amerikanisch-kanadischer Filmschauspieler
- Richard von Weizsäcker, Bundespräsident
- Marc Ferro, französischer Historiker
- Abdoulaye Wade, Präsident des Senegal
- Mohammed Bedjaoui, algerischer Jurist und Präsident des Internationalen Strafgerichtshofs
- Jacqueline Kennedy-Onassis, Journalistin und First Lady der USA
- Vigdís Finnbogadóttir, Präsidentin von Island
- Gérard Mourou, französischer Physiker und Nobelpreisträger
- Maurice Gardès, französischer Erzbischof von Auch
- Joseph Sifakis, griechisch-französischer Informatiker
- Jona von Ustinov, deutscher Diplomat und britischer Spion
- Souvanna Phouma, Premierminister von Laos
- Alain Planet, französischer Bischof
- Jean-Jacques Favier, erster französischer Astronaut im Weltall
- Park Geun-hye, Staatspräsidentin von Südkorea
- Paul Kaba Thieba, Premierminister von Burkina Faso
- Masako Owada, Kaiserin von Japan
- Hasim al-Beblawi, ägyptischer Übergangspremierminister und Ökonom
- Olivier Véran, französischer Politiker
- Olivier Giroud, französischer Fußballspieler